# Quixotic
«Quixotic» — дебютный студийный альбом британской исполнительницы Мартины Топли-Бёрд, выпущенный 14 июля 2003 года. В США альбом был издан на год позже под названием Anything.

## Список композиций

### Quixotic
1. «Intro» — 1:11
2. «Need One» — 3:55
3. «Anything» — 4:25
4. «Soul Food» — 5:32
5. «Lullaby» — 4:22
6. «Too Tough To Die» — 3:57
7. «Sandpaper Kisses» — 3:52
8. «Ragga» — 3:15
9. «Lying» — 4:14
10. «I Wanna Be There» — 1:53
11. «I Still Feel» — 5:20
12. «Ilya» — 4:38
13. «Stevie’s (Day’s Of A Gun)» — 4:31

### Anything
1. «Anything» — 4:23
2. «Ragga» — 3:15
3. «Need One» — 3:55
4. «Soul Food» — 5:30
5. «Ilya» — 4:36
6. «I Still Feel» — 5:19
7. «Sandpaper Kisses» — 3:52
8. «Too Tough To Die» — 3:58
9. «Lullaby» — 4:24
10. «Outro» — 1:10

## Участники записи
- Мартина Топли-Бёрд — вокалистка, композитор, автор текстов, продюсер
- Amp 9 (музыка, продюсирование, сведение):
  - Alex McGowan — гитара, орган, программирование, звукозапись
  - Nick Bird — тексты песен, орган («Soul Food»)
  - Steve Crittall — гитара
- Teo Miller — монтаж
- Rick Levy, Martin Jenkins — звукорежиссёры
- Jake Davies, Claire Lewis — сведение
- Tricky — программирование, вокал, пианино («Ragga»), продюсирование («Ragga», «Stevie’s (Day’s Of A Gun)»)
- Jonathan Glynn-Smith — фотограф
- Yacht Associates — оформление